# Algathia suavida
Algathia suavida là một loài tò vò trong họ Ichneumonidae.